# Cryptophyton
Cryptophyton is een geslacht van koralen uit de familie van de Clavulariidae.

## Soorten
- Cryptophyton goddardi Williams, 2000
- Cryptophyton jedsmithi Williams, 2013